# Овалният портрет
Овалният портрет (на английски: The Oval Portrait) е разказ, написан от американския писател и поет Едгар Алън По. Историята се развива около странни случки, свързани с портрет в шато. Това е една от най-кратките истории на писателя, заемаща само две страници при първото си публикуване през 1842 г.

## Сюжет
В началото на историята раненият неназован разказвач търси убежище в изоставено имение на Апенините, без да се дава обяснение за причината за раните му. Той прекарва своето време, възхищавайки се на картините, украсяващи стаята със своята странна форма, и четейки том, който „критикува и описва“ тези творби на изкуството. Разказвачът открива картина, която го шокира със своя реализъм и за която той казва, че притежава „абсолютно живо изражение“. Разказвачът прекарва известно време в мълчаливо удивление от творбата, докато не издържа да я гледа повече и отива да се консултира с книгата, търсейки обяснение.
Останалата част от историята представлява извадка от книгата, където се обсъжда и разказва как е създадена картината – история в историята. Книгата разкрива, че картината е нарисувана от ексцентричен художник, изобразяващ своята млада съпруга, но картината до такава степен го обсебва, че той вече не обръща внимание на своята любима. Когато завършва своето творение, художникът се ужасява от него и изрича: „Това наистина е самият Живот!“ След това той се обръща към своята жена и открива, че тя е умряла, а духът ѝ се е преселил в картината.

## Анализ
Основната идея на разказа се крие в объркващата връзка между изкуството и живота. В „Овалният портрет“ изкуството и допълнението към него са представени като убийци, виновни за смъртта на млада жена. В контекста откриваме, че човек може да приеме изкуството като синоним на смъртта, от което следва, че между изкуството и живота съществува съперничество. В разказа е загатната теорията на По, че поезията като изкуство е ритмично създаване на красота и че най-поетичната тема на света е смъртта на красива жена. „Овалният портрет“ представлява едно предположение, че красотата на жената я осъжда на смърт.
В разказа По приема, че изкуството може да открие вината и злото в един творец и че този човек на изкуството се храни и дори може да унищожи живота, който е моделирал като изкуство.

### Тематика
- Мономания – вижте също Беренис, Мъжът от тълпата
- Смъртта на красива жена – вижте също Лигея, Морела

## История на публикуването
„Овалният портрет“ е публикуван за пръв път в Греъмс Мегазин през 1842 под заглавието (взет от творба на Самюъл Тейлър Колридж) „Смъртта в живота“. Тази версия е по-дълга, включваща няколко параграфа, описващи причините за раните на разказвача. Той взима доза опиум, за да може най-сетне да заспи и да успокои болката си. Втората публикация е в „Броудуей Джърнал“ на 26 април 1842 и носи сегашното заглавие. Тук Едгар По премахва гореспоменатата подробност – може би от притеснение, че читателят ще помисли целия разказ за една халюцинация.
Подобен разказ е творбата на Ернст Теодор Амадеус Хофман „Die Jesuiterkirche zu G.“, където като основна тема се излага, че творецът или човекът на изкуството се нуждае от идеал, от муза, за която той в никакъв случай не трябва да се жени, защото така магията, която тя е създавала от разстояние, ще бъде изгубена.